# سرخیو گومز (بازیکن فوتبال، زاده ۱۹۹۱)
سرخیو گومز (انگلیسی: Sergio Gómez؛ زادهٔ ۳۰ مارس ۱۹۹۱) بازیکن فوتبال اهل اسپانیا است.